# Venet
Venet nebo také Venetberg je horský masív v Ötztalských Alpách poblíž Landecku a Imsterbergu v západní části Tyrol, tyrolský Oberland. Nejvyšším vrcholem je Glanderspitze s 2512 m n. m., dalšími vrcholy jsou Wannejöchl s 2497 m n. m., Kreuzjoch s 2464 m n. m. a Krahberg 2208 m n. m.

## Poloha
Horský masív Venet se táhne od severovýchodu na jihozápad mezi Imsterbergm a Landeckem ve vzdálenosti asi 15 km. Jeho jižní svahy obtéká řeka Inn, která mění směr v 80° ohybu u Landecku a pokračuje podél severozápadního úbočí masívu Venet. Na jihovýchodě je Venet oddělen údolím od severní části pohoří Kaunergrat a údolím řeky Pitze od pohoří Pitzal. Hlavní vrcholy jsou vzdálené asi sedm kilometrů vzdušnou čarou na východ od Landecku.

## Geologie
Z geologického hlediska je venetský masív odlišný od okolí. Je řazen do křemenné fylitové zóny Landecker. Horniny a půda se skládá převážně ze slídy s obsahem křemene a fylitu, jehož lesk mu dávají, vlivem počasí a mrazu vzniklé maličké destičky. Tento charakteristický vzhled jej odlišuje od vysokohorského prostředí, na jihu Kaunergratu, Geigenkammu na východě a Lechtalských Alp na severozápadě.
Povrch masívu, který byl ohlazen ledovcem, je vhodný pro lesní a zemědělské využití.

## Cestovní ruch
V oblasti cestovního ruchu je Venet se svým mírným nízkým pohořím, snadnou dostupností a výhodnou polohou oblíbenou turistickou oblastí s lehkými turistickými trasami. Díky dobrému poměru sklonu svahů a příznivým termálním vzdušným proudům je oblíbeným místem pro paragliding a závěsné létání.
Na vrchol Krahberg (dříve nazývaném Grabberg) se nachází lyžařské středisko, které je přístupné lanovkami a vleky ze Zams a Flieẞ.
Od zimy 2012/2013 je vedle horské stanice vrcholová chata Venet.
Na Venet se nachází vysílací věž rakouské společnosti (ORF) pro distribuci televizních a rozhlasových programů (ORF interně v seznamech stanic se starým názvem „Grabberg“).

## Film
Na svazích masívu Venet byly natočeny scény pro holywoodský film Poslední prázdniny s herečkou Queen Latifah.

## Doprava
Pod vrcholem Krahberg vede silniční tunel (Landecker tunnel), který byl otevřen v roce 2000. Spojuje Flieẞ s Zams.